# Stanisław Pilniakowski
Stanisław Pilniakowski (ur. 14 kwietnia 1944 w Krakowie) – polski polityk, prawnik, poseł na Sejm III kadencji.

## Życiorys
Ukończył w 1968 studia na Wydziale Prawa Uniwersytetu Jagiellońskiego, po czym podjął pracę w szkole. W 1970 został członkiem Stronnictwa Demokratycznego. W 1989 stanął na czele struktur SD w Krakowie, był również członkiem władz krajowych. W 1999 objął mandat posła III kadencji z listy ogólnopolskiej Unii Wolności, w 2001 nie ubiegał się o reelekcję. Do 2009 kierował małopolską radą regionalną SD. W 2013 został członkiem małopolskich władz nowej partii Polskie Stronnictwo Demokratyczne, powołanej przez byłych działaczy SD.